# 遠戦
遠戦（えんせん）とは、遠距離戦闘のこと。離れて戦うこと。たとえば、弓矢、投石器などの射撃武器、投擲武器を用いる戦闘方法。
対義語としては近接戦闘・接近戦・白兵戦などがある。対概念となっている以上、遠近は相対的なものである。たとえば航空攻撃や砲兵の遠戦火力と対比する場合は、数百メートルの有効射程をもつ小銃や数キロメートルの射程を持つ戦車砲でも、近接戦闘にカテゴライズされる。
遠距離から攻撃できる武器でも火器を用いる場合は火戦と言う。